# Macherla
Macherla là một thành phố và khu đô thị của huyện Guntur thuộc bang Andhra Pradesh, Ấn Độ.

## Địa lý
Macherla có vị trí 16°29′B 79°26′Đ / 16,48°B 79,43°Đ Nó có độ cao trung bình là 136 mét (446 feet).

## Nhân khẩu
Theo điều tra dân số năm 2001 của Ấn Độ, Macherla có dân số 49.113 người. Phái nam chiếm 50% tổng số dân và phái nữ chiếm 50%. Macherla có tỷ lệ 59% biết đọc biết viết, thấp hơn tỷ lệ trung bình toàn quốc là 59,5%: tỷ lệ cho phái nam là 68%, và tỷ lệ cho phái nữ là 49%. Tại Macherla, 13% dân số nhỏ hơn 6 tuổi.